# طلال أرسلان
طلال أرسلان (12 يونيو 1965 -)، سياسي لبناني وأحد أهم الزعامات الدرزية في لبنان. والده هو الزعيم السياسي الأمير مجيد أرسلان، وكانت أسرته هي التي تعين شيخ عقل الطائفة الدرزية واستمر ذلك حتى نهاية السبعينات من القرن العشرين. يرأس الحزب الديمقراطي اللبناني الذي أسسه سنة 2001. عين سنة 1991 كنائب خلفًا لوالده المتوفي وأعيد انتخابه بسنوات 1992، 1996 و2000، بينما خسر مقعده سنة 2005 أمام مرشحي الحزب التقدمي الاشتراكي أكرم شهيب وفيصل الصايغ. بعد التوقيع على اتفاق الدوحة ولتحقيق المصالحة بين القيادات الدرزية وافق وليد جنبلاط على التبادل بالحصص بحيث يعطى لتحالف 14 آذار حق تسميه وزير شيعي من حصة حزب الله على أن يعطى لتحالف 8 آذار حق تسمية وزير درزي، وقد بين جنبلاط بأنه يتنازل عن المقعد الدرزي لمصلحة أرسلان. شارك في الانتخابات النيابية لعام 2009 عن أحد المقاعد الدرزية في قضاء عاليه وربح فيها وذلك بعد اتفاقه مع وليد جنبلاط على ترك مقعد درزي فارغ بالقائمتين يكون لمصلحته ومصلحة النائب أكرم شهيب.

## الدراسة
- درس في «مدرسة الشويفات الدولية» بالفترة من عام 1969 إلى عام 1976، انتقل بعدها إلى «مدرسة سانت أوغستين» في المملكة المتحدة والتي ظل بها إلى عام 1978، وفي هذا العام عاد إلى لبنان والتحق مرة أخرى في «مدرسة الشويفات الدولية» إلى أن تخرج منها بعام 1982. وفي الفترة بين عامي 1982 و1983 التحق في «هاي سكول جامعة أوروبا الدولية» بإنجلترا، وبين عامي 1983 و1984 في «فريشمن في نيو انجلند كولدج» بإنجلترا أيضًا. وبعام 1988 حصل على إجازة في العلوم السياسية من جامعة جورج واشنطن في الولايات المتحدة.

## حياته السياسية
- أسس الحزب الديمقراطي اللبناني في 1 يوليو 2001، وانتخب رئيسًا له.
- حاز على عضوية مجلس النواب بأكثر من دورة برلمانية:
  - في 9 يونيو 1991 عين نائبًا عن قضاء عاليه إثر اتفاق الطائف وذلك عن مقعد أبيه مجيد أرسلان.
  - فاز عن المقعد النيابي بقضاء عاليه في انتخابات عام 1992، وأعيد انتخابه نائبًا عن ذات المقعد بدورة 1996، وانتخب عن المقعد الدرزي لعاليه وبعبدا بعام 2000، بينما خسر بانتخابات العام 2005.
  - شارك في انتخابات المجلس النيابي لعام 2009 عن قضاء عاليه، وانتخب نائبًا عنه.
- شارك بعده حكومات بحمل عدد من الحقائب الوزراية:
  - وزيرًا للسياحة من 24 ديسمبر 1990 حتى 16 مايو 1992 في حكومة الرئيس عمر كرامي في عهد الرئيس إلياس الهراوي.
  - وزيرًا للمغتربين من 7 نوفمبر 1996 حتى 4 ديسمبر 1998 في حكومة الرئيس رفيق الحريري في عهد الرئيس إلياس الهراوي.
  - وزير دولة من 26 أكتوبر 2000 حتى 17 أبريل 2003 في حكومة الرئيس رفيق الحريري في عهد الرئيس إميل لحود.
  - وزير دولة من 17 أبريل 2003 حتى 26 أكتوبر 2004 في حكومة الرئيس رفيق الحريري في عهد الرئيس إميل لحود.
  - وزيرًا للمهجرين من 26 أكتوبر 2004 حتى 19 أبريل 2005 في حكومة الرئيس عمر كرامي في عهد الرئيس إميل لحود.
  - وزيرًا للشباب والرياضة من 11 يوليو 2008 حتى 9 نوفمبر 2009 في حكومة الرئيس فؤاد السنيورة في عهد الرئيس ميشال سليمان.
  - عين في 13 يونيو 2011 وزير دولة في حكومة الرئيس نجيب ميقاتي بعهد الرئيس ميشال سليمان، إلا إنه قدم استقالته حال الإعلان عن تشكيلها.[1]
  - في 18 ديسمبر 2016 عين وزيراً للمهجرين في حكومة الرئيس سعد الدين الحريري في عهد الرئيس ميشال عون.

## حياته الأسرية
متزوج من زينة سليم خير الدين (الأميرة زينة أرسلان) ولهما من الأبناء:
- مجيد (ولد في في 8 أبريل 1994).
- كندة (ولدت في 30 أبريل 1996).